# Metropolia kubańska

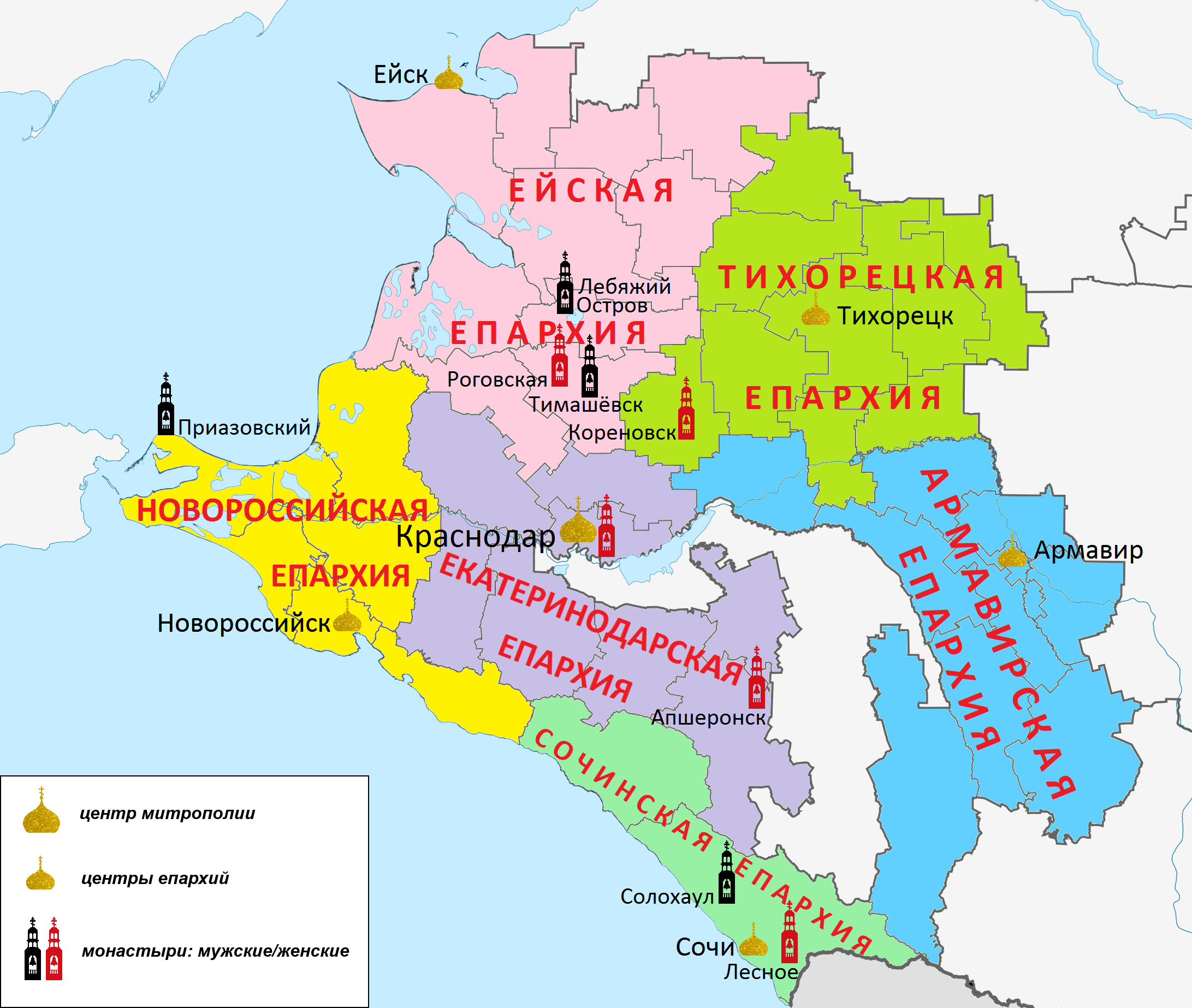
Mapa administratury (przed wydzieleniem eparchii Soczi)

Metropolia kubańska – jedna z metropolii Rosyjskiego Kościoła Prawosławnego, z siedzibą w Krasnodarze.
Erygowana na posiedzeniu Świętego Synodu Rosyjskiego Kościoła Prawosławnego 12 marca 2013. Obejmuje terytorium Kraju Krasnodarskiego. W jej skład wchodzi sześć eparchii: jekaterinodarska, jejska, armawirska, noworosyjska, tichoriecka oraz eparchia Soczi.
Jej zwierzchnikiem jest od 2024 r. metropolita jekatierinodarski i kubański Bazyli.